# Balash
Balash (persa medio : 𐭥𐭥𐭣𐭠𐭧𐭱𐭩, Wardākhsh/Walākhsh, según los autores griegos Balas, forma tardía del nombre Vologases; ¿-?), fue un rey del Imperio Sasánida cuyo reinado duró desde el 484 hasta el 488. Fue hermano y sucesor de Peroz I (457-484), muerto en una batalla contra los heftalitas (o Hunos Blancos) que habían invadido Persia desde el este.

## Reinado
Suprimió una rebelión de su hermano Zareh y fue aclamado como un rey moderado y generoso. Realizó algunas concesiones a los cristianos.
Sin embargo, no realizó acción alguna contra sus enemigos, por lo que, tras un corto reinado de cuatro años, fue depuesto y cegado. Fue sucedido por su sobrino Kavad I (488-531).